# 串間郵便局
串間郵便局（くしまゆうびんきょく）は宮崎県串間市にある郵便局。民営化前の分類では集配普通郵便局であった。

## 概要
住所：〒888-8799 宮崎県串間市西方5616
民営化直前の集配業務再編において、多くの集配普通郵便局は統括センターとなったが、当局は配達センターとされたため、民営化後も郵便事業株式会社の支店は併設されず、集配センターが併設された。

## 沿革
- 1874年（明治7年）12月16日 - 福島仲町（ふくしまなかまち）郵便取扱所として開設[1]。
- 1875年（明治8年）1月1日 - 福島仲町郵便局（五等）となる。
- 1885年（明治18年）6月1日 - 貯金取扱を開始。
- 1888年（明治21年）9月16日 - 為替取扱を開始。
- 1890年（明治23年）4月1日 - 福島郵便局に改称。
- 1897年（明治30年）3月21日 - 福島郵便電信局となる。
- 1903年（明治36年）4月1日 - 通信官署官制の施行に伴い福島郵便局となる。
- 1955年（昭和30年）2月1日 - 串間郵便局に改称[2]。
- 1960年（昭和35年）10月1日 - 特定郵便局から普通郵便局に局種別改定。
- 1968年（昭和43年）4月28日 - 電話交換、電話通話、和文電報受付・配達、欧文電報受付・配達、国際電報受付・配達の各業務を、日南電報電話局に移管。
- 1982年（昭和57年）3月15日 - 本城平郵便局から集配業務を移管。
- 1984年（昭和59年）7月5日 - 寺里簡易郵便局の一時閉鎖[3]に伴い、取扱事務を承継。
- 2000年（平成12年）8月14日 - 外国通貨の両替および旅行小切手の売買に関する業務取扱を開始。
- 2007年（平成19年）10月1日 - 民営化に伴い、併設された郵便事業日南支店串間集配センターに一部業務を移管。
- 2012年（平成24年）10月1日 - 日本郵便株式会社発足に伴い、郵便事業日南支店串間集配センターを串間郵便局に統合。

## 取扱内容
- 郵便、印紙、ゆうパック、内容証明
- 貯金、為替、振替、振込、国際送金、国債、投資信託
- 生命保険、バイク自賠責保険、自動車保険
- ゆうちょ銀行ATM
- 串間市内の一部地域の集配業務

## 周辺
- 串間市役所
- 国道220号
- 国道448号

## アクセス
- JR日南線 串間駅から西へ約400m（徒歩約5分）
- 串間市コミュニティバス 郵便局前停留所下車
- 駐車場あり：10台